# Grand Prix Portugalii 1985
Grand Prix Portugalii 1985 (oryg. Grande Premio de Portugal) – druga runda Mistrzostw Świata Formuły 1 w sezonie 1985, która odbyła się 21 kwietnia 1985, po raz drugi na torze Autódromo do Estoril.
14. Grand Prix Portugalii, piąte zaliczane do Mistrzostw Świata Formuły 1. Pierwszy wyścig, który wygrał Ayrton Senna.

## Klasyfikacja
| Legenda oznaczeń w tabelach wyników Wyświetl szablon na nowej stronie | Legenda oznaczeń w tabelach wyników Wyświetl szablon na nowej stronie                                                                     |
| Oznaczenie                                                            | Wyjaśnienie |
| --------------------------------------------------------------------- | --- |
| Złoty                                                                 | Zwycięzca lub mistrzostwo |
| Srebrny                                                               | 2. miejsce lub wicemistrzostwo |
| Brązowy                                                               | 3. miejsce lub II wicemistrzostwo |
| Zielony                                                               | Ukończył, punktował (w klasyfikacji generalnej, gdy zdobył co najmniej jeden punkt na przestrzeni sezonu, poza trzema powyższymi opcjami) |
| Niebieski                                                             | Ukończył, nie punktował (w klasyfikacji generalnej, gdy nie zdobył co najmniej jednego punktu na przestrzeni sezonu)                      |
| Czerwony                                                              | Nie zakwalifikował się (NZ) |
| Czerwony                                                              | Nie prekwalifikował się (NPK) |
| Różowy                                                                | Nie ukończył (NU) |
| Różowy                                                                | Niesklasyfikowany (NS) (w klasyfikacji generalnej, gdy nie został sklasyfikowany w żadnym wyścigu sezonu)                                 |
| Czarny                                                                | Zdyskwalifikowany (DK) |
| Czarny                                                                | Wykluczony (WYK/EX) |
| Biały                                                                 | Nie wystartował (NW) |
| Biały                                                                 | Kontuzjowany (K/INJ) |
| Biały                                                                 | Wyścig odwołany (OD/C) |
| Bez koloru                                                            | Został wycofany (WYC/WD) |
| Bez koloru                                                            | Nie przybył (NP/DNA) |
| Bez koloru                                                            | Nie brał udziału w treningach (NT/DNP) |
| Bez koloru                                                            | Nie został zgłoszony (–) |
| Pogrubienie                                                           | Start z pole position |
| Kursywa                                                               | Najszybsze okrążenie wyścigu |
| †                                                                     | Nie ukończył, ale jego rezultat został zaliczony ze względu na przejechanie więcej niż 90% dystansu wyścigu.                              |
| *                                                                     | Sezon w trakcie |
| 1/2/3                                                                 | Punktowana pozycja w sprincie kwalifikacyjnym                                                                                             |
| Lista systemów punktacji Formuły 1                                    | |

| Poz  | Nr | Kierowca           | Konstruktor       | Okrążenia | Czas/powód NU     | Poz. start. | Punkty |
| ---- | -- | ------------------ | ----------------- | --------- | ----------------- | ----------- | ------ |
| 1    | 12 | Ayrton Senna       | Lotus-Renault     | 67        | 2:00:28.006       | 1           | 9      |
| 2    | 27 | Michele Alboreto   | Ferrari           | 67        | + 1:02.978        | 5           | 6      |
| 3    | 15 | Patrick Tambay     | Renault           | 66        | + 1 okrążenie     | 12          | 4      |
| 4    | 11 | Elio de Angelis    | Lotus-Renault     | 66        | + 1 okrążenie     | 4           | 3      |
| 5    | 5  | Nigel Mansell      | Williams-Honda    | 65        | + 2 okrążenia     | 9           | 2      |
| 6    | 4  | Stefan Bellof      | Tyrrell-Ford      | 65        | + 2 okrążenia     | 21          | 1      |
| 7    | 16 | Derek Warwick      | Renault           | 65        | + 2 okrążenia     | 6           |        |
| 8    | 28 | Stefan Johansson   | Ferrari           | 62        | + 5 okrążeń       | 11          |        |
| 9    | 24 | Piercarlo Ghinzani | Osella-Alfa Romeo | 61        | + 6 okrążeń       | 26          |        |
| n.k. | 9  | Manfred Winkelhock | RAM-Hart          | 50        | Nie klasyfikowany | 15          |        |
| NU   | 1  | Niki Lauda         | McLaren-TAG       | 49        | Silnik            | 7           |        |
| NU   | 23 | Eddie Cheever      | Alfa Romeo        | 36        | Silnik            | 14          |        |
| NU   | 2  | Alain Prost        | McLaren-TAG       | 30        | Wypadł z toru     | 2           |        |
| NU   | 25 | Andrea de Cesaris  | Ligier-Renault    | 29        | Opona             | 8           |        |
| NU   | 7  | Nelson Piquet      | Brabham-BMW       | 28        | Opona             | 16          |        |
| NU   | 18 | Thierry Boutsen    | Arrows-BMW        | 28        | Elektronika       | 10          |        |
| NU   | 3  | Martin Brundle     | Tyrrell-Ford      | 20        | Przen. napędu     | 22          |        |
| NU   | 21 | Mauro Baldi        | Spirit-Hart       | 19        | Wypadł z toru     | 29          |        |
| NU   | 6  | Keke Rosberg       | Williams-Honda    | 16        | Wypadł z toru     | 3           |        |
| NU   | 26 | Jacques Laffite    | Ligier-Renault    | 15        | Opona             | 18          |        |
| NU   | 17 | Gerhard Berger     | Arrows-BMW        | 12        | Wypadł z toru     | 17          |        |
| NU   | 29 | Pierluigi Martini  | Minardi-Ford      | 12        | Wypadł z toru     | 25          |        |
| NU   | 22 | Riccardo Patrese   | Alfa Romeo        | 4         | Wypadł z toru     | 13          |        |
| NU   | 10 | Philippe Alliot    | RAM-Hart          | 3         | Wypadł z toru     | 20          |        |
| NU   | 8  | François Hesnault  | Brabham-BMW       | 3         | Elektronika       | 19          |        |
| NU   | 30 | Jonathan Palmer    | Zakspeed          | 2         | Zawieszenie       | 23          |        |